# Silene melanopotamica
Silene melanopotamica är en nejlikväxtart. Silene melanopotamica ingår i släktet glimmar, och familjen nejlikväxter.

## Underarter
Arten delas in i följande underarter:
- S. m. agrostophylla
- S. m. melanopotamica
- S. m. nivosimontana